# Polypodium katuii
Polypodium katuii là một loài dương xỉ trong họ Polypodiaceae. Loài này được Fosberg mô tả khoa học đầu tiên năm 1990.
Danh pháp khoa học của loài này chưa được làm sáng tỏ. 